# Karaganda
Karaganda (in kazako Қарағанды?, Qarağandy; in russo Караганда́?, Karagandá) è una città del Kazakistan centro-settentrionale, capoluogo dell'omonima regione, 200 km a sud-est di Astana e 1000 km a nord-ovest di Almaty.

## Economia
Karaganda è una città industriale e la sua economia dipende molto dall'estrazione del carbone e dalla lavorazione dell'acciaio.

## Infrastrutture e trasporti
La città è servita dall'aeroporto di Karaganda, distante circa 20 chilometri dal centro.

## Sport

### Calcio
La squadra principale della città è lo Şaxter.

## Etnie
- Kazaki 51,26%
- Russi 32,24%
- Ucraini 3,95%
- Tedeschi 3,15%
- Tartari 2,60%
- Coreani 1,43%
- Bielorussi 0,98%
- Polacchi 0,44%
- altre 3,95%

## Clima
| Karaganda (1991-2020) Fonte: | Mesi         | Mesi         | Mesi         | Mesi         | Mesi        | Mesi        | Mesi        | Mesi        | Mesi        | Mesi         | Mesi         | Mesi         | Stagioni | Stagioni | Stagioni | Stagioni | Anno  |
| Karaganda (1991-2020) Fonte: | Gen          | Feb          | Mar          | Apr          | Mag         | Giu         | Lug         | Ago         | Set         | Ott          | Nov          | Dic          | Inv      | Pri      | Est      | Aut      | Anno  |
| ---------------------------- | ------------ | ------------ | ------------ | ------------ | ----------- | ----------- | ----------- | ----------- | ----------- | ------------ | ------------ | ------------ | -------- | -------- | -------- | -------- | ----- |
| T. max. media (°C)           | −9,2         | −7,6         | −0,6         | 12,9         | 20,4        | 25,4        | 26,4        | 25,5        | 19,0        | 10,9         | −0,6         | −7,1         | −8,0     | 10,9     | 25,8     | 9,8      | 9,6   |
| T. media (°C)                | −13,4        | −12,5        | −5,4         | 6,4          | 13,5        | 18,8        | 20,0        | 18,6        | 12,1        | 4,8          | −5,0         | −11,2        | −12,4    | 4,8      | 19,1     | 4,0      | 3,9   |
| T. min. media (°C)           | −17,7        | −17,2        | −9,8         | 0,8          | 6,9         | 12,3        | 13,9        | 12,1        | 5,9         | −0,1         | −8,7         | −15,3        | −16,7    | −0,7     | 12,8     | −1,0     | −1,4  |
| T. max. assoluta (°C)        | 6,2 (1940)   | 7,0 (2016)   | 22,3 (2014)  | 30,8 (2020)  | 35,6 (1974) | 39,1 (1988) | 39,6 (2005) | 40,2 (2002) | 37,4 (1998) | 27,6 (1970)  | 18,4 (2009)  | 11,5 (1989)  | 11,5     | 35,6     | 40,2     | 37,4     | 40,2  |
| T. min. assoluta (°C)        | −41,7 (1969) | −41,0 (1951) | −34,7 (1971) | −23,9 (1963) | −9,5 (1969) | −2,3 (1949) | 3,2 (1936)  | −0,8 (1947) | −7,4 (1969) | −19,3 (1987) | −38,0 (1987) | −42,9 (1938) | −42,9    | −34,7    | −2,3     | −38,0    | −42,9 |
| Nuvolosità (okta al giorno)  | 6,4          | 5,7          | 5,6          | 5,4          | 5,5         | 5,0         | 5,3         | 4,6         | 4,6         | 5,7          | 6,4          | 6,3          | 6,1      | 5,5      | 5,0      | 5,6      | 5,5   |
| Precipitazioni (mm)          | 25           | 24           | 27           | 30           | 37          | 43          | 52          | 29          | 21          | 30           | 33           | 31           | 80       | 94       | 124      | 84       | 382   |
| Giorni di pioggia            | 1            | 1            | 4            | 9            | 14          | 12          | 14          | 10          | 9           | 9            | 6            | 2            | 4        | 27       | 36       | 24       | 91    |
| Nevicate (cm)                | 21           | 26           | 17           | 1            | 0           | 0           | 0           | 0           | 0           | 0            | 4            | 13           | 60       | 18       | 0        | 4        | 82    |
| Giorni di neve               | 20           | 19           | 15           | 6            | 1           | 0           | 0           | 0           | 1           | 7            | 15           | 19           | 58       | 22       | 0        | 23       | 103   |
| Giorni di nebbia             | 1            | 1            | 2            | 1            | 0           | 0,2         | 0,0         | 1,0         | 1,0         | 1,0          | 2,0          | 1,0          | 3,0      | 3,0      | 1,2      | 4,0      | 11,2  |
| Umidità relativa media (%)   | 79           | 78           | 78           | 61           | 54          | 50          | 55          | 52          | 53          | 66           | 77           | 78           | 78,3     | 64,3     | 52,3     | 65,3     | 65,1  |
| Vento (direzione-m/s)        | S 3,2        | S 3,5        | S 3,5        | E 3,6        | SW 3,4      | NE 3,2      | N 2,9       | N 2,8       | W 2,8       | SW 3,0       | SW 3,2       | S 3,1        | 3,3      | 3,5      | 3,0      | 3,0      | 3,2   |

## Minerali
Nel marzo 2025 è stato dato l'annuncio della scoperta di un grande giacimento di terre rare da circa un milione di tonnellate. Si tratta di un giacimento stratificato che fino a una profondità di 300 metri, secondo le Stime, potrebbe contenere fino a 20 milioni di tonnellate di terre rare, il più grande giacimento di questo tipo del Kazakistan.